# Year's Best Fantasy and Horror
Year's Best Fantasy and Horror a fost o antologie de reeditări publicată anual de St. Martin's Press din 1987 până în 2008. Pe lângă povestiri scurte, completate de o listă de mențiuni, fiecare ediție cuprinde un număr de eseuri retrospective scrise de către editori și alții. Primele două antologii au fost inițial publicate sub numele The Year's Best Fantasy înainte de a fi schimbat titlul începând cu a treia carte. 
Majoritatea edițiilor a fost editată de Terri Windling și Ellen Datlow, Windling ocupându-se mai ales de povestirile fantastice iar Datlow de cele de groază. Începând cu a 16-a ediție (care conține lucrări publicate inițial în 2003), rolul lui Windling a fost preluat de echipa Kelly Link și Gavin Grant. Coperta fiecărei ediții a fost realizată de către Thomas Canty. În 2009 s-a anunțat că nu va exista nicio ediție în acel an. Ellen Datlow a continuat cu editarea unei noi antologii, The Best Horror of the Year, publicată de Night Shade Books.

## Volume
- The Year's Best Fantasy and Horror: First Annual Collection 1987
- The Year's Best Fantasy and Horror: Second Annual Collection 1988
- The Year's Best Fantasy and Horror: Third Annual Collection 1989
- The Year's Best Fantasy and Horror: Fourth Annual Collection 1990
- The Year's Best Fantasy and Horror: Fifth Annual Collection 1991
- The Year's Best Fantasy and Horror: Sixth Annual Collection 1992
- The Year's Best Fantasy and Horror: Seventh Annual Collection 1993
- The Year's Best Fantasy and Horror: Eighth Annual Collection 1994
- The Year's Best Fantasy and Horror: Ninth Annual Collection 1995
- The Year's Best Fantasy and Horror: Tenth Annual Collection 1996
- The Year's Best Fantasy and Horror: Eleventh Annual Collection 1997
- The Year's Best Fantasy and Horror: Twelfth Annual Collection 1998
- The Year's Best Fantasy and Horror: Thirteenth Annual Collection 1999
- The Year's Best Fantasy and Horror: Fourteenth Annual Collection 2000
- The Year's Best Fantasy and Horror: Fifteenth Annual Collection 2001
- The Year's Best Fantasy and Horror: Sixteenth Annual Collection 2002
- The Year's Best Fantasy and Horror: Seventeenth Annual Collection 2003
- The Year's Best Fantasy and Horror: Eighteenth Annual Collection 2004
- The Year's Best Fantasy and Horror: Nineteenth Annual Collection 2005
- The Year's Best Fantasy and Horror: Twentieth Annual Collection 2006
- The Year's Best Fantasy and Horror: Twenty-First Annual Collection 2007
- The Year's Best Fantasy and Horror 2008

## The Year's Best Fantasy and Horror: First Annual Collection
The Year's Best Fantasy and Horror: First Annual Collection a apărut la St. Martin's Press în august 1988. Conținue următoarele povestiri și poezii:
- Buffalo Gals, Won't You Come Out Tonight - Ursula K. Le Guin
- A World Without Toys - T. M. Wright
- DX Joe Haldeman (poem)
- Friend's Best Man - Jonathan Carroll
- The Snow Apples - Gwyneth Jones
- Ever After - Susan Palwick
- My Name Is Dolly - William F. Nolan
- The Moon's Revenge - Joan Aiken
- Author's Notes - Edward Bryant
- Lake George in High August - John Robert Bensink
- Csucskári - Steven Brust
- The Other Side - Ramsey Campbell
- Pamela's Get - David J. Schow
- Voices in the Wind - Elizabeth S. Helfman
- Once Upon a Time, She Said - Jane Yolen (poem)
- The Circular Library of Stones - Carol Emshwiller
- Soft Monkey - Harlan Ellison
- Fat Face [Cthulhu Mythos] - Michael Shea
- Uncle Dobbin's Parrot Fair [Newford] - Charles de Lint
- The Pear-Shaped Man - George R. R. Martin
- Delta Sly Honey - Lucius Shepard
- Small Heirlooms -  M. John Harrison
- The Improper Princess [Enchanted Forest] - Patricia C. Wrede
- The Fable of the Farmer and Fox - John Brunner
- Haunted - Joyce Carol Oates
- Dead Possums - Kathryn Ptacek
- Pictures Made of Stones - Lucius Shepard (poem)
- Splatter: A Cautionary Tale - Douglas E. Winter
- Gentlemen - John Skipp, Craig Spector
- Demon Luck [Ithkar] - Craig Shaw Gardner
- Words of Power - Jane Yolen
- Jamie's Grave - Lisa Tuttle
- The Maid on the Shore - Delia Sherman
- Halley's Passing - Michael McDowell
- White Trains - Lucius Shepard (poem)
- Simple Sentences - Natalie Babbitt
- A Hypothetical Lizard [Liavek] - Alan Moore